# Robbie Earle
Robbie Earle (Newcastle-under-Lyme, Inglaterra; 27 de enero de 1965) es un exfutbolista y periodista deportivo inglés naturalizado jamaiquino que jugaba en la posición de mediocampista.

## Carrera

### Club
Se formó en las divisiones menores del Stoke City FC pero su carrera profesional inició en 1982 con el rival Port Vale FC luego de que antes se rompiera la pierna en el Victoria Ground.
Earle hizo su debut en el Port Vale con el entrenador John McGrath en la derrota por 0-1 ante el Swindon Town en el County Ground el 28 de agosto de 1982. Su primer gol lo hizo en el siguiente partido, en la victoria por 4–1 ante el Aldershot en el Recreation Ground. Él terminó la temporada 1982–83 con un gol en nueve partidos, ayudando a que los "Valiants" lograran el ascenso de la Fourth Division. Participó en 13 partidos en la temporada 1983–84; John Rudge reemplazó a McGrath como entrenador en diciembre, pero no pudo impedir el descenso de la Third Division.
Earle fue titular regular desde agosto de 1984, con 19 goles en 56 partidos en la temporada 1984–85, incluyendo un triplete ante el Hereford United en Vale Park el 2 de febrero; Earle y Alistair Brown se combinaron para 40 goles. En la temporada de 1985–86 en la Fourth Division anotó 17 goles en 58 partidos; y su campañero Andy Jones anotó 35 goles para el club. Earle jugó 142 partidos consecutivos entre septiembre de 1984 a enero de 1987, racha que terminó con un desgarro muscular en la ingle. El desgarro conllevó a una operación de una hernia en otoño de 1987, regresando a jugar en enero de 1988. Anotó siete goles en 35 partidos en la temporada de 1986–87 y cuatro goles en 11 partidos en la temporada siguiente. En esa temporada juega la FA Cup ante el Tottenham Hotspur. Fue uno de los regulares en la temporada 1988–89, Rudge pidió que Earle y Ray Walker como uno de los mejores mediocampistas del Vale. Anotó los dos goles ante el Bristol Rovers en el play-off de 1989 para que el Vale ascendiera a la Second Division. Earle anotó 19 goals en 57 partidos en esa temporada.
Anotó 12 goles en 52 partidos en 1989–90, incluyendo el del empata 1–1 ante Stoke City en el Victoria Ground el 23 de septiembre. Continuó en la temporada 1990–91 con 11 goles en 37 partidos. En total, la 'The Black Pearl' como era conocido, jugó 357 partidos con los "Valiants" y anotó 90 goles. Como un héroe local, es considerado como uno de los mejores mediocampistas en la historia del club. En julio de 1991 fue transferido al Wimbledon por 775 000 £ (y 30 % de cualquier futuro traspaso). Fue reportado por el presidente del Wimbledon Sam Hammam.
Earle fue importante en el éxito del club en los años 1990, y en particular, del 'Crazy Gang' que fue la mentalidad del club para intimidar al rival. Jugó al lado de Aidan Newhouse, John Fashanu, Vinnie Jones, Lawrie Sanchez, Jason Euell, Dean Holdsworth, Marcus Gayle, Andy Clarke y Efan Ekoku.
En su primera temporada en el club, la de 1991–92 fue turbulenta, su entrenador Ray Harford fue reemplazado por Peter Withe, quien después sería reemplazado por Joe Kinnear; Earle anotó 14 goles para ayudar a los "Dons" a contuinuar en la primera división. Anotó siete goles en la recién formada Premier League en 1992–93, incluyendo dos en la victoria por 3–2 ante Liverpool e Anfield, y nueve goles en la temporada 1993–94 cuando Wimbledon terminó sexto en la clasificación.
Una lesió lo limitó aa notar solo nueve goles en la temporada 1994–95, y en la temporada 1995–96 fue elegido como el capitán del club. Sus 11 goles en la temporada 1995–96 aseguraron la permanencia del Wimbledon en el lugar 15; anotó ante el Manchester United, Tottenham Hotspur, Chelsea, Arsenal, Manchester City, Blackburn Rovers y Bolton Wanderers. Bajo su capitanía en la temporada 1996–97 en el Selhurst Park alcanzaron las semifinales de las copas FA Cup y League Cup, donde fueron derrotados por Chelsea y Leicester City respectivamente. En febrero de 1997 fue elegido como el Premier League Player of the Month award.
El club volvió a sobrevivir en la temporada 1997–98 luego de que bajara del cuarto lugar en diciembre al 15 al final de la temporada. Anotó siete goles en la temporada 1998–99 con el Wimbledon alcanzando nuevamente las semifinales de la League Cup; sin embargo terminaron a seis puntos del descenso de la Premier League. Los "Dons" bajaron con el entrenador Egil Olsen, y descendieron en la temporada 1999–2000 luego de perder 0-2 ante el Southampton en The Dell.
Estuvo en el equipo reserva del Wimbledon en 2000 y tuvo un serio problmas estomacal que le causó al ruptura del páncreas. Se vio forzado a retirarse a los 35 años en noviembre del 2000. Su retiro coincide con el final del 'Crazy Gang'. en sus nueve años como jugador del Wimbledon jugó 244 partidos para el equipo del South London y anotó 59 goles. Posteriormente estuvo a cargo del equipo reserva.

### Selección nacional
A pesar de haber nacido en Inglaterra, jugó para Jamaica, el país de origen de sus padres, aunque tuvo la esperanza de ser convocado para representar a Inglaterra, pero aceptó jugar para la selección caribeña a los 32 años. Earle anotó el primer gol de Jamaica en una Copa Mundial de Fútbol en la derrota por 1-3 ante Croacia en el Stade Félix-Bollaert en Francia 1998. Jugó los tres partidos del Grupo H, en la derrota por 0-5 ante Argentina en el Parc des Princes y en la victoria ante Japón por 2–1 en el Stade de Gerland.
Al final jugó en ocho partidos con Jamaica y anotó un gol de 1997 a 1998.

## Medios
Luego de retirarse, Earle se convirtió en periodista deportivo y trabajó para Capital Radio, Radio 5 Live, BBC, ESPN, ITV, Sky Sports y OnDigital. Earle fue un regular panelista de los partidos de fútbol en ITV's en el espacio World Football Daily, y ocasionalmente aparecía en el ESPN PressPass. También ha sido columnista del medio londinense Evening Standard y para Evening Sentinel de su ciudad natal.
En 2005, participó en el espacio de la BBC Strictly African Dancing como parte de la temporada Africa Lives; con un puntaje de 33 ganó la competición. También apareció en la edición de 2007 de MasterChef.
En junio de 2010 firma un contrato de 150 000 £ por un año para ITV, el cual fue cancelado por regalar entradas para la Copa Mundial de Fútbol de 2010 para el partido entre Países Bajos v Dinamarca. Junto a familia y amigos, pasaron a vender la Bavaria Brewery luego de organizar un evento no autorizado por la FIFA. El incidente hizo que perdiera su cargo de embajador de Inglaterra en el mundial de Rusia 2018. Earle dijo que sus acciones eran sin fines lucrativos. Luego ITV dijo que Earle recibió 400 entradas gratis del torneo, incluyendo 40 para la final. No le permitieron vender las entradas a Earle y se las dio a familiares y amigos.
En marzo de 2011 fue analista de los partidos de la Major League Soccer del equipo Portland Timbers. En 2004 fue introducido al Salón de la Fama del Show Racism the Red Card. También aparecío en comerciales de televisión promoviendo la donación de sangre.
En 2013 fue uno de los analistas de NBC Sports en los partidos de la Premier League y co-comentarista de los programas Match of the Day y Premier League Download.

## Vida personal
Earle trabajó en la Longton High School de Longton, Stoke-on-Trent. Creó la revista The Vegetarian Society debido a que Earle es vegetariano.
Se casó en el verano de 1989. Su hijo Otis también es futbolista y fue elegido por el FC Dallas en el 2015 MLS SuperDraft.

## Reconocimientos
A Earle le fue otorgado la Orden del Imperio Británico en 1999 por sus contribuciones en el fútbol. En 2007 fue elegido por los aficionados del Port Vale dentro de los PFA Fans' Favourites. En 2009 fue introducido al English Football Hall of Fame en el 'Football Foundation Community Champion'. En mayo de 2019 fue elegido en el "Ultimate Port Vale XI" por integrantes del sitio web OneValeFan.